# Survivor Series (2007)
Survivor Series 2007 là kì Survivor Series (PPV) pay-per-view lần thứ 21 tổ chức bởi World Wrestling Entertainment (WWE). No sẽ được tổ chức vào ngày 18 tháng 11 2007 tạiAmericanAirlines Arena ở Miami, Florida. Nhạc ch1inh thức của chương trình là "Tick Tick Boom" của nhóm The Hives.

## Các trận đấu
- - WWE Championship: Randy Orton (c) vs. Shawn Michaels[2]

_Nếu Shawn Michaels dùng đòn Sweet Chin Music thì anh sẽ phạm luật và chức vô địch vẫn thuộc về Orton 
_Nếu Orton phạm luật thì anh sẽ mất chức vô địch
- - Hell in a Cell match cho chức vô địch World Heavyweight Championship: Batista (c) vs. The Undertaker[3]
  - (5 on 5) Survivor Series match: Triple H, Jeff Hardy, Matt Hardy, Rey Mysterio và Kane vs. Umaga, Mr. Kennedy, Montel Vontavious Porter, Finlay và Big Daddy V
  - Hornswoggle vs. The Great Khali (w/Ranjin Singh)<ref name="HornswogglevsKhali">{{chú thích web|url=
  - Triple Threat match cho chức vô địch ECW Cmapionship: CM Punk (c) vs. John Morrison vs. The Miz